# آيت عيسى إححان
آيت عيسى إححان هي قرية وجماعة قروية تقع في إقليم الصويرة بجهة مراكش آسفي، المغرب، وبلغ عدد سكانها 4.143 نسمة حسب الإحصاء العام للسكان والسكنى لسنة 2014.